# 1984 no teatro

## Nascimentos
| Data           | Nome                  | Profissão       | Nacionalidade | Observações | Ref |
| -------------- | --------------------- | --------------- | ------------- | ----------- | --- |
| 11 de janeiro  | Milena Toscano        | atriz           | Brasil        |             |     |
| 10 de março    | Carol Castro          | atriz           | Brasil        |             |     |
| 4 de setembro  | Camila Bordonaba      | atriz e cantora | Argentina     |             |     |
| 14 de setembro | Fernanda Vasconcellos | atriz           | Brasil        |             |     |
| 11 de outubro  | Juliana Didone        | atriz           | Brasil        |             |     |
| 7 de dezembro  | Manuela do Monte      | atriz           | Brasil        |             |     |

## Mortes
| Data           | Nome             | Profissão      | Nacionalidade | Observações | Ref |
| -------------- | ---------------- | -------------- | ------------- | ----------- | --- |
| 7 de fevereiro | Ribeirinho       | ator e diretor | Portugal      | n. 1911     |     |
| 11 de agosto   | Raul de Carvalho | actor          | Portugal      | n.1901      |     |